# A Groovy Kind of Love
A Groovy Kind of Love est une chanson écrite et composée par Carole Bayer Sager et Toni Wine (en). La mélodie est tirée d'un extrait de la sonatine en sol majeur, opus 36 no 5 du compositeur italien Muzio Clementi. 
Elle est enregistrée pour la première fois sous le titre Groovey Kind of Love par le duo vocal américain Dianne and Annita en 1965. La même année, le groupe The Mindbenders (en) l'enregistre à son tour. Cette version connaît le succès.
En 1988, Phil Collins reprend la chanson qui se classe no 1 dans plusieurs pays.

## Version de The Mindbenders
Singles de The Mindbenders
Can't Live with You, Can't Live Without You
(1966)
A Groovy Kind of Love est le premier single du groupe britannique The Mindbenders sorti en décembre 1965, extrait de l'album The Mindbenders.
Entre 1963 et 1965, le groupe se produit avec le chanteur Wayne Fontana (en) sous le nom Wayne Fontana and The Mindbenders. Après la séparation avec Fontana, Eric Stewart devient le chanteur de la formation qui enregistre ce premier single sous le nom The Mindbenders.
La chanson connaît un grand succès au Royaume-Uni, en Irlande, en Afrique du Sud, au Canada et aux États-Unis.

### Classements hebdomadaires
| Classement (1966-1967)           | Meilleure position |
| -------------------------------- | ------------------ |
| Afrique du Sud (Springbok Radio) | 10                 |
| Canada (RPM 100 Singles)         | 4                  |
| États-Unis (Billboard Hot 100)   | 2                  |
| Irlande (IRMA)                   | 9                  |
| Royaume-Uni (UK Singles Chart)   | 2                  |

## Version de Phil Collins
Singles de Phil Collins
In the Air Tonight (remix)
(1988) Two Hearts
(1988)
A Groovy Kind of Love interprété par Phil Collins sort en single le 22 août 1988. Il est extrait de la bande originale du film Buster dans lequel Phil Collins tient le rôle principal.
La chanson se classe no 1 dans plusieurs pays. Elle permet à Phil Collins d'obtenir une nomination pour le Grammy Award du meilleur chanteur pop en 1989.

### Classements hebdomadaires
| Classement (1988-1989)                     | Meilleure position |
| ------------------------------------------ | ------------------ |
| Afrique du Sud (Springbok Radio)           | 1                  |
| Allemagne (GfK Entertainment)              | 3                  |
| Australie (ARIA)                           | 2                  |
| Autriche (Ö3 Austria Top 40)               | 6                  |
| Belgique (Flandre Ultratop 50 Singles)     | 1                  |
| Canada (RPM 100 Singles)                   | 1                  |
| États-Unis (Billboard Hot 100)             | 1                  |
| États-Unis (Hot Adult Contemporary Tracks) | 1                  |
| France (SNEP)                              | 15                 |
| Irlande (IRMA)                             | 1                  |
| Italie (FIMI)                              | 2                  |
| Norvège (VG-lista)                         | 2                  |
| Nouvelle-Zélande (RMNZ)                    | 3                  |
| Pays-Bas (Nederlandse Top 40)              | 1                  |
| Pays-Bas (Single Top 100)                  | 2                  |
| Royaume-Uni (UK Singles Chart)             | 1                  |
| Suède (Sverigetopplistan)                  | 5                  |
| Suisse (Schweizer Hitparade)               | 1                  |

### Certifications
| Pays              | Certification | Unités certifiées |
| ----------------- | ------------- | ----------------- |
| Allemagne (BVMI)  | Or            | 250 000           |
| États-Unis (RIAA) | Or            | 500 000           |
| Royaume-Uni (BPI) | Argent        | 250 000           |
| Suède (GLF)       | Or            | 25 000            |
| Suisse (IFPI)     | Or            | 25 000            |

## Autres reprises
A Groovy Kind of Love a été reprise par de nombreux artistes, comme Petula Clark, Patti LaBelle, Sonny and Cher, Les Gray (en) (dont la version atteint la 32e place des charts britanniques en 1977), Neil Diamond, Wayne Fontana...Elle est adaptée en français par Richard Anthony sous le titre Le Même Chemin.
Le tribute band allemand Still Collins, formé en 1995, incorpore régulièrement la chanson dans son répertoire de concert,. Elle figure également sur ses albums Ballads And Love Songs Live (2006) et  Live 2006 (2008).